# Nostra Signora di Pontmain

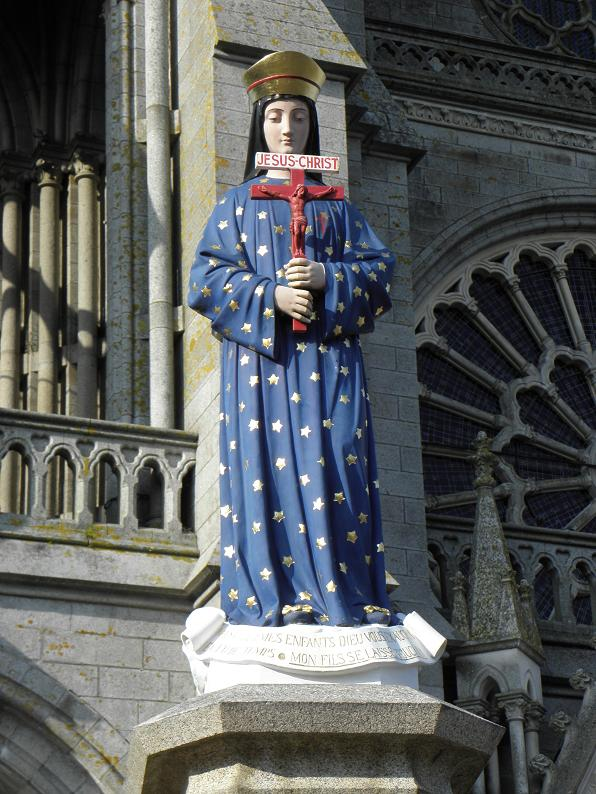
La statua della Vergine sul sagrato del santuario

Nostra Signora di Pontmain (o secondo il titolo ufficiale Nostra Signora della Preghiera o, più semplicemente, Madonna di Pontmain) è l'appellativo con cui la Chiesa cattolica venera Maria, madre di Gesù che sarebbe apparsa nel 1871 nel villaggio francese di Pontmain, vicino a Laval, nei Paesi della Loira.

## Un'apparizione silenziosa
La sera del 17 gennaio 1871 Eugène Barbedette, un ragazzino di dodici anni, stava aiutando suo padre nel granaio a pestare il ginestrone, usato come foraggio per gli animali; anche suo fratello di dieci anni, Joseph, si trovava lì con loro. Eugène uscì fuori per vedere che tempo faceva e avrebbe visto al di sopra della casa di fronte una splendida signora con un vestito ornato di stelle, che gli avrebbe sorriso stendendo le braccia come per abbracciarlo.
Eugène corse dal padre a raccontargli della signora; in breve tempo la voce della visione dei due bambini si diffuse per il piccolissimo villaggio e tutta la gente accorse al granaio. Altre due bambine (Jeanne-Marie Lebossé di nove anni e Françoise Richer di undici anni) avrebbero visto la bella signora.
Giunsero anche il parroco Michel Guérin e le suore che gestivano la parrocchia che, senza giudicare o commentare, invitarono la gente a pregare; l'apparizione si sarebbe svolta nel giro di tre ore circa, accompagnata dalla preghiera e dai canti degli abitanti del villaggio.

## Le cinque fasi dell'apparizione

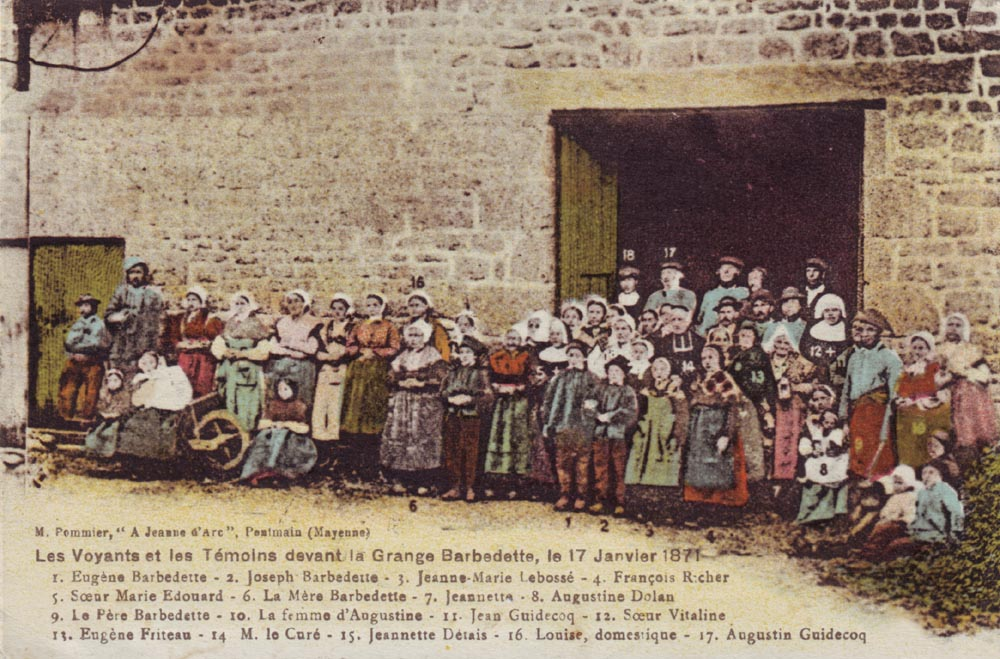
Veggenti e testimoni davanti al granaio Barbedette (17.01.1871)

L'apparizione può considerarsi suddivisa in cinque fasi:

### Prima fase
Eugène Barbedette avrebbe visto per primo la signora, che indossava un vestito blu con delle stelle d'oro, delle scarpe molto semplici con un nastro d'oro, una corona d'oro e un velo nero sui capelli fino alle spalle. La bellissima signora avrebbe sorriso sia al bambino sia al fratellino Joseph, sopraggiunto poco dopo.
I bambini corsero a riferire della signora ai genitori e la loro mamma Victoire, pensando che si potesse trattare della Vergine Maria, corse a cercare suor Vitaline, che lavorava alla scuola parrocchiale, per raccontarle ciò che i bambini avevano detto. Un'altra suora, Marie Edouarde, corse ad avvisare il parroco don Michel Guérin.
Nel frattempo l'intero villaggio era accorso al granaio e tutti avevano cominciato a pregare, guidati da suor Vitaline.

### Seconda fase
In breve il parroco giunse tra la sua gente e un ovale blu con quattro candele spente sarebbe apparso attorno alla bellissima Signora; inoltre una piccola croce rossa sarebbe divenuta visibile sul suo abito, in posizione corrispondente al cuore. In quel momento la bellissima signora sarebbe diventata triste.
La folla intanto cominciava a discutere su ciò che stava accadendo e il subbuglio cresceva, quando il parroco esortò tutti a pregare, e suor Marie Edouarde iniziò la recita del santo rosario. Iniziato il rosario, la signora sembrava sorridere e aumentare di grandezza, al pari dell'ovale che la circondava, mentre le stelle sembravano aumentare di numero.
Finito il rosario la folla intonò il Magnificat; allora una grande banda bianca si srotolò ai piedi della signora e lettera dopo lettera sarebbero comparse in sovraimpressione le parole “MA PREGATE, MIEI BAMBINI”.
Su invito del parroco tutti cominciarono a cantare le litanie della Madonna e sarebbero apparse le parole: “DIO VI RISPONDERÀ PRESTISSIMO”. Tutte queste parole apparivano sulla medesima riga. Finite le litanie si intonò l'Inviolata e, all'invocazione “O Mater alma Christi carissima”, sarebbero apparse all'inizio di una seconda riga le parole: “MIO FIGLIO”.
Dopo la folla intonò la Salve Regina e il messaggio scritto si concluse con le parole: “PERMETTE CHE IL SUO CUORE SI LASCI TOCCARE”.
Infine la folla rimase in preghiera silenziosamente. Ormai tutti, dalle parole “MIO FIGLIO”, ritenevano che la bellissima signora, che continuava a sorridere, fosse la Vergine Maria.

### Terza fase
Allora il popolo cominciò a cantare l'inno "Madre della Speranza", che recitava: “Madre della speranza, il cui nome è così dolce, proteggi la nostra terra di Francia. Prega, prega per noi”. La Vergine intanto avrebbe alzato le mani all'altezza delle spalle e mosso le dita al ritmo dell'inno, come se stesse pizzicando un'invisibile arpa.
La gioia dei bambini esplose, facendoli esclamare più e più volte: “Oh com'è bella!”. Maria nel frattempo avrebbe sorriso.
Poi le parole impresse sulla banda bianca sarebbero sparite, lasciando il posto a uno sfondo del colore del cielo.
Allora i bambini intonarono un altro inno, quello che avevano cantato a scuola quel pomeriggio; il viso di Maria avrebbe mostrato in quel momento grande tristezza, come se la Vergine parlasse, ma la sua voce non fosse ascoltata.

### Quarta fase
Alle parole dell'inno: “Oh mio buon Gesù, è giunto il tempo di perdonare i nostri cuori pentiti. Noi non offenderemo mai più la tua suprema bontà, o buon Gesù”, una croce rossa, recante Cristo dello stesso colore, con in cima scritto “Gesù Cristo” su un cartiglio bianco, sarebbe apparsa dinanzi alla Vergine. 
Al canto del "Parce Domine" la Vergine avrebbe preso la croce con entrambe le mani per inclinarla verso i bambini, tornando nuovamente triste. Allora una piccola stella avrebbe acceso le quattro candele nell'ovale, proprio come faceva il parroco all'altare della Vergine Maria nella chiesa parrocchiale.
La folla continuò a pregare in silenzio e la stella si sarebbe posizionata al di sopra del capo della Madonna.

### Quinta fase
Suor Marie Edouarde intonò l'inno Ave Maris Stella e il crocifisso rosso sarebbe scomparso, sostituito da una piccola croce bianca su ciascuna spalla della Madonna, di nuovo sorridente.
Il parroco Michel Guérin invitò tutti i presenti a recitare insieme a lui le preghiere della sera e ognuno lì dove si trovava si inginocchiò. Dopo tutti cominciarono l'esame di coscienza e allora un velo bianco sarebbe apparso dinanzi ai piedi della Vergine mentre scompariva. Erano le nove della sera, e tutti fecero allora ritorno alle loro case.

## Il riconoscimento da parte della Chiesa cattolica
In breve tempo folle di pellegrini cominciarono ad affluire a Pontmain. Il vescovo di Laval, monsignor Casimir Wicart, procedette molto speditamente, aprendo già il 14 marzo l'inchiesta canonica affidata a tre alti prelati e verificando tutto di persona fra l'8 aprile e il 14 maggio.
A dicembre fece svolgere una visita oculistica per attestare le perfette condizioni dei veggenti e infine nominò una commissione teologica per essere coadiuvato nel giudizio.
Poco più di un anno dopo, il 2 febbraio 1872, il vescovo riconobbe ufficialmente le apparizioni, affermando: “Noi dichiariamo che l'Immacolata Vergine Maria, Madre di Dio, apparve veramente il 17 gennaio del 1871 a Eugène e Joseph Barbedette, Françoise Richer e Jeanne-Marie Lebossé, nel villaggio di Pontmain”.

## Pontmain e Beshwat
Nella vicenda di Pontmain compare, centotrenta anni dopo, un piccolo villaggio del Libano, Beshwat, dove c'è una chiesetta in cui si venera una statua della Madonna di Pontmain, portata all'inizio del XX secolo da un padre gesuita. Beshwat è diventata meta di numerosi pellegrinaggi, dal momento che sono state attribuite alla Vergine di Pontmain diverse guarigioni improvvise e scientificamente inspiegabili; il fatto curioso è che alcune di queste hanno riguardato fedeli islamici; anche Siham Dalloul, moglie di un ex ministro della Difesa libanese e musulmana, afferma di aver avuto un'apparizione. Numerosi quindi sono i musulmani che vi si recano (si deve considerare che l'Islam, considerando Gesù un profeta, rispetta Maria).